# Monsieur de Pourceaugnac (film, 1932)
Pour les articles homonymes, voir Monsieur de Pourceaugnac (homonymie).
Pour plus de détails, voir Fiche technique et Distribution.
Monsieur de Pourceaugnac est un film français réalisé par Tony Lekain et Gaston Ravel, sorti en 1932.

## Fiche technique
- Titre : Monsieur de Pourceaugnac
- Réalisation : Tony Lekain et Gaston Ravel
- Scénario : Jean-José Frappa, d'après la pièce éponyme de Molière
- Photographie : Joseph-Louis Mundwiller
- Décors : Robert-Jules Garnier
- Musique : Jean-Baptiste Lully
- Production : Star Film
- Pays d'origine : France
- Format : Noir et blanc - 1,37:1 - son mono
- Genre : Comédie
- Durée : 84 minutes
- Date de sortie : France, 16 octobre 1932

## Distribution
- Armand Bernard : Monsieur de Pourceaugnac
- Josseline Gaël : Julie
- Jaque Catelain : Éraste
- Colette Darfeuil : Nérine
- Juliette Dissel : Lucette
- Alfred Pasquali : Sbrigani
- Jean d'Yd : le premier médecin
- André Deed : le deuxième médecin
- Jean Coquelin : Oronte
- Jacques Christiany : un apothicaire
- Albert Huberty : un apothicaire[1]
- Henri Fabert[2]
- Raymond Guérin-Catelain[3]
- Germaine Féraldy[4]
- Aveline